# Cooperativa Operária Mataronense

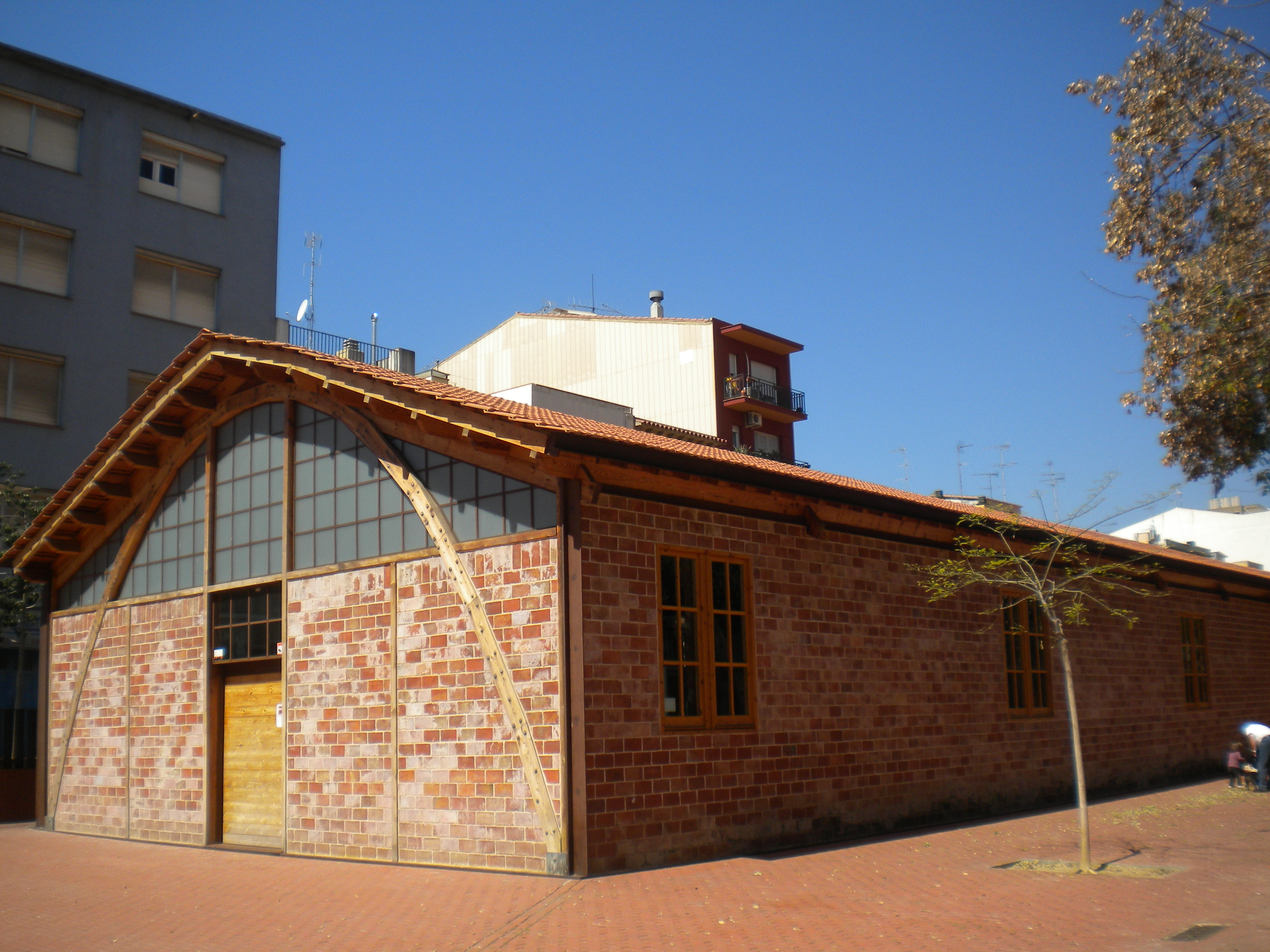
Nau Gaudí na atualidade.

A Cooperativa Operária Mataronense, atualmente conhecida como Nau Gaudí, é uma antiga fábrica situada em Mataró, na província de Barcelona, uma das primeiras obras do arquiteto modernista Antoni Gaudí.

## História e descrição

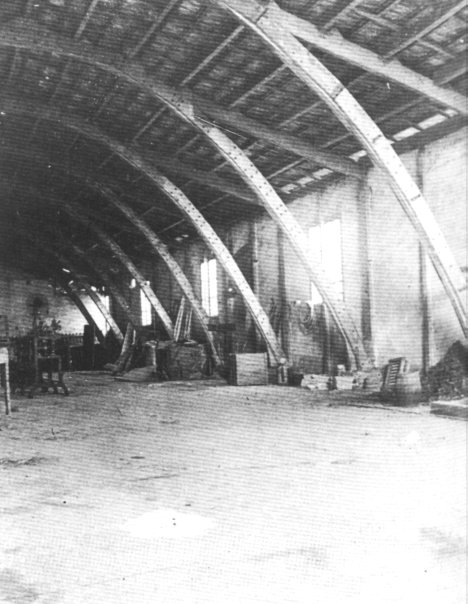
Interior original da Nau Gaudí, com os seus arcos parabólicos.

A Cooperativa foi criada em Barcelona pelo industrial Salvador Pagès i Anglada em 1864, mas foi transferida para Mataró em 1874, tendo o engenheiro Joan Brunet i Alsina ficado encarregado das obras. Gaudí recebeu em 1878 o encargo de construir a sede social, constituída por uma fábrica, um bairro de casas económicas, um casino com jardim e um edifício de serviços. Gaudí trabalhou no projeto entre 1878 e 1882, tendo finalmente construído apenas a fábrica, o edifício de serviços e um pavilhão. Este último foi a primeira construção onde Gaudí utilizou arcos parabólicos, um dos elementos mais utilizados nas suas obras posteriores, com um sistema de montagem com pernos concebido por Philibert de l'Orme. Gaudí concebeu o conjunto com base na orientação solar, incorporou no mesmo zonas ajardinadas e usou azulejos para decorar o edifício de serviços, outros elementos característicos das suas obras posteriores. Gaudí desenhou também o emblema da Cooperativa, com a figura de uma abelha, símbolo do trabalho.
No final do século XIX, a Cooperativa foi mutilada de um dos lados devido à ampliação da rua adjacente. Após décadas de abandono, foi adquirida pelo município no final do século XX, que conduziu obras de restauro com o objetivo de lhe devolver o aspeto original. Após a conclusão do restauro, foi inaugurada em 26 de setembro de 2008 com um novo nome, Nau Gaudí.
Originalmente utilizada como centro de informação e orientação profissional para jovens menores que 25 anos, a Nau Gaudí é desde novembro de 2010 a sede provisória do Museu de Arte Contemporânea da Catalunha, expondo parte da coleção de arte contemporânea catalã doada por Lluís Bassat i Coen, que constituirá a futura coleção permanente do museu. A coleção inclui obras de artistas como Antoni Tàpies, Josep Guinovart, Joan Miró, Pablo Picasso, Albert Ràfols-Casamada, Joaquín Torres García, Arranz Bravo, Àngel Jové, Joan Ponç, Josep Maria de Sucre e Joan Brotat.